# Барановская (Кировская область)
 Барановская — деревня в Кировской области. Входит в состав муниципального образования «Город Киров»

## География
Расположена на расстоянии примерно 5 км по прямой на северо-запад от поселка Лянгасово.

## История
Известна с 1802 года как починок Тюкаловской с 6 дворами. В 1873 году здесь (починок Тюкаловский или Барановский) отмечено дворов 10 и жителей 71, в 1905 (деревня Тюкаловская или Барановская) 16 и 110, в 1926 (Барановская или Тюкаловский) 30 и 172, в 1950 (Барановская) 43 и 103, в 1989 уже не было учтено постоянных жителей. Настоящее название утвердилось с 1939 года. Административно подчиняется Октябрьскому району города Киров.

## Население
Постоянное население составляло 0 человек в 2002 году, 2 в 2010.